# Баррон, Эрик
Эрик Джеймс Баррон (англ. Eric James Barron; род. 26 октября 1951 года) — американский ученый и университетский администратор, который служил в качестве 18-го президента Университета штата Пенсильвания  с 2014 по 2022 год. Ранее он трудился в качестве 14-го президента Университета штата Флорида и директором Национального центра для атмосферных исследований (NCAR) в Боулдере, штат Колорадо (США).
Баррон родился 26 октября 1951 года в Лафейетте, штат Индиана. Бакалавр наук в геологии (Университет штата Флорида) с 1972 года. Позднее он получил две учёные степени в области океанографии, магистра наук в 1976 году и доктора философии в 1980 году в Университете Майами.